# Війна у В'єтнамі (1945–1946)
Війна у В'єтнамі (1945–1946), під кодовою назвою Операція «Мастердом» (англ. Operation Masterdom) у британців, а також знана як Nam Bộ kháng chiến (укр. Південний опір) у в'єтнамців, була збройним конфліктом після Другої світової війни за участю переважно британсько-французької оперативної групи та Південної експедиційної армійської групи японських військ проти в'єтнамського комуністичного руху В'єтмінь за контроль над країною після безумовної капітуляції Японії.
Як правило, називають три Індокитайські війни, при цьому не беруть до уваги короткий, але важливий початковий конфлікт — з 1945 по 1946 рік, який почався з висадки британських окупаційних сил у Сайгоні, щоб прийняти капітуляцію японських військ.